# Thịt hộp

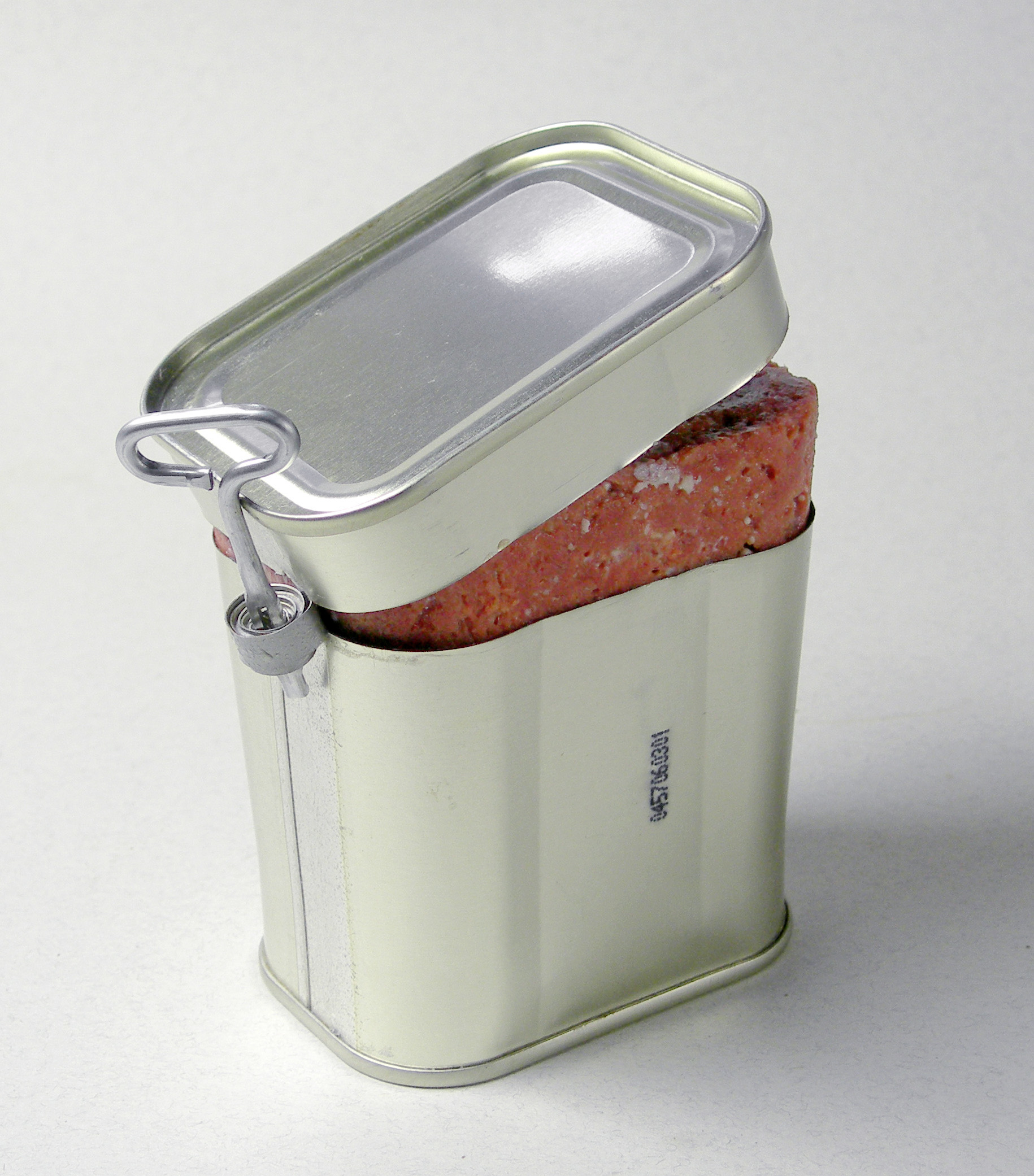
Thịt bò đóng hộp

Thịt hộp (Potted meat) là một dạng thịt chế biến sẵn với phương pháp bảo quản thịt và được đặt trong hộp rồi đóng gói để loại trừ không khí và sau đó được phủ bằng chất béo nóng. Khi chất béo nguội đi, nó cứng lại và tạo thành một dạng kín, ngăn ngừa vi khuẩn trong không khí gây ra sự hư thối. Trước khi có tủ lạnh, thịt hộp được phát triển như một cách để bảo quản thịt khi một con vật mới giết thịt không thể ăn ngay lập tức. Thường khi làm thịt hộp, chỉ có phần thịt của một con vật được sử dụng.